# 23 Dywizja Pancerna (ZSRR)
23 Dywizja Pancerna (ros. 23-я танковая дивизия) – radziecka dywizja pancerna z  okresu II wojny światowej.

## Historia
Dywizja została sformowana w lutym 1941 r. w Lipawie (Łotewska SRR) w ramach 12 Korpusu Zmechanizowanego, na bazie dowództwa i pododdziałów 22 Lekkiej Brygady Pancernej, 8 Brygady Strzelców Zmotoryzowanych i części 4 Lekkiej Brygady Pancernej. Pułk artylerii dywizji powstał na bazie 572 pułku artylerii.
W dniu 19 czerwca 1941 r. dywizja opuściła Lipawę. W dniu ataku Niemiec na ZSRR, 22 czerwca 1941 r., zajmowała pozycje w rejonie na północ od Telszy. Na jej stanie znajdowało się 350 czołgów T-26, 17 czołgów Vickers E, 2 tankietki, 9 czołgów wyposażonych w miotacz ognia, 3 ciągniki (na bazie T-26), 20 samochodów pancernych (5 – BA-10 i 15 – BA-20).
W pierwszych dniach po agresji niemieckiej dywizja wzięła udział w walkach na terenie Litwy (bitwa pod Rosieniami), w których poniosła ciężkie straty. Na przełomie czerwca i lipca rozbite pododdziały cofały się w kierunku Rygi, za rubież rzeki Dźwiny. W dniu 4 lipca 1941 r. w składzie dywizji, znajdującej się wówczas na szosie Ostrow – Psków, pozostało 10 czołgów i 150 ludzi. Jej resztki wzięły udział 7–8 lipca w walkach w rejonie Pskowa.
Dywizja została rozformowana 16 sierpnia 1941 r. Na bazie jej resztek sformowano 25 sierpnia 1941 r. 112 «A» samodzielny batalion czołgów.

## Podległość 22 czerwca 1941 r.
- Front Północno-Zachodni, dowódca - gen. płk Fiodor I. Kuzniecow[2]
  - 8 Armia - gen. mjr Piotr P. Sobiennikow[3]
    - 12 Korpus Zmechanizowany - gen. mjr Nikołaj M. Szestopałow[4]

## Skład
- dowództwo
- 45 pułk czołgów (45-й танковый полк)
- 144 pułk czołgów (144-й танковый полк)
- 23 pułk piechoty zmotoryzowanej (23-й мотострелковый полк)
- 23 pułk artylerii haubic (23-й гаубичный артиллерийский полк)
- 23 batalion rozpoznawczy (23-й разведывательный батальон)
- 23 samodzielny dywizjon artylerii przeciwlotniczej (23-й отдельный зенитно-артиллерийскиий дивизион)
- 23 samodzielny batalion łączności (23-й отдельный батальон связи)
- 23 batalion pontonowo-mostowy (23-й понтонно-мостовой батальон)
- 23 batalion transportowy (23-й автотранспортный батальон)
- 23 batalion remontowy (23-й ремонтно-восстановительный батальон)
- 23 batalion sanitarny (23-й медицинско-санитарный батальон)

## Dowódcy dywizji
- płk Timofiej Siemionowicz Orlenko[5]